# Perrierosedum madagascariense
Perrierosedum madagascariense är en fetbladsväxtart som först beskrevs av Perrier de la Bathie, och fick sitt nu gällande namn av Hideaki Ohba. Perrierosedum madagascariense ingår i släktet Perrierosedum och familjen fetbladsväxter. Inga underarter finns listade i Catalogue of Life.